# عامر خلف الفهداوي
عامر خلف علاوي الفهداوي هو حقوقي وسياسي عراقي، يشغل منصب رئيس غرفة تجارة الأنبار، ويُعرف بنشاطه في المجالات الاقتصادية والاجتماعية في محافظة الأنبار.

## النشأة والتعليم
وُلِد في محافظة الأنبار، ونشأ في بيئة عشائرية واجتماعية معروفة بانتمائها إلى الدليم. أكمل دراسته في العراق وتخصص في القانون.

## الحياة المهنية
- مارس العمل الحقوقي في قضايا مختلفة تخص شؤون المواطنين.
- تولى

تصغير